# Never Too Loud
Never Too Loud är den  kanadensiska rockgruppen Danko Jones' fjärde studioalbum, utgivet på CD och LP 2008 på skivbolaget Bad Taste Records. Samma år utgavs skivan även i Kanada av Aquarius Records.

## Låtlista
1. "Code of the Road" – 2:57
2. "City Streets" – 4:02
3. "Still in High School" – 2:26
4. "Take Me Home" – 3:31
5. "Let's Get Undressed" – 3:07
6. "King of Magazines" – 3:18
7. "Forest for the Trees" (med John Garcia (Kyuss) och Pete Stahl (Scream, Wool, Goatsnake) – 6:06
8. "Your Tears, My Smile" – 3:31
9. "Something Better" – 3:04
10. "Ravenous" – 3:11
11. "Never Too Loud" – 3:02
12. "You Ruin the Day" (bonuslåt på digipackutgåvan) – 3:24
13. "Sugar High" (bonuslåt på digipackutgåvan) – 3:37
14. "RIP RFTC" (iTunes-bonuslåt) - 2:24

## Singlar

### King of Magazines
1. "King of Magazines" - 3:18

### Code of the Road
1. "Code of the Road" - 2:57

## Listplaceringar
| Lista (2008)  | Topplacering |
| ------------- | ------------ |
| Schweiz       | 55           |
| Österrike     | 73           |
| Nederländerna | 60           |
| Belgien       | 84           |
| Sverige       | 9            |
| Finland       | 23           |
| Norge         | 39           |

### Fotnoter
1. ↑  ”Never Too Loud”. Discogs.com. http://www.discogs.com/Danko-Jones-Never-Too-Loud/master/319277. Läst 5 maj 2012.
2. ↑  Placeringar på den schweiziska albumlistan
3. ↑  Placeringar på den österrikiska albumlistan
4. ↑  Placeringar på den holländska albumlistan
5. ↑  Placeringar på den belgiska albumlistan
6. ↑  Placeringar på den svenska albumlistan
7. ↑  Placeringar på den finska albumlistan
8. ↑  Placeringar på den norska albumlistan